# Kim André Brandtzæg
Kim André Brandtzæg (Angoulême, 13 giugno 1988) è un ex giocatore di calcio a 5 e calciatore norvegese, attaccante del Frisk Asker.

## Carriera

### Calcio

#### Club
Nel 2009 è passato al KIL/Hemne, dove è rimasto per un biennio. Nel 2011, dopo un periodo di prova, ha infatti firmato per il Levante B, squadra riserve del club omonimo. È poi tornato in patria, per giocare nel Tiller.
Il 4 aprile 2012, Brandtzæg è stato ufficialmente ingaggiato dal Byåsen. Ha debuttato in squadra il 14 aprile, schierato titolare nella vittoria interna per 3-2 sul Kjelsås. Il 7 maggio ha segnato la prima rete, nel successo per 5-2 sul Molde 2.
Il 7 agosto 2012, Brandtzæg ha firmato ufficialmente un contratto con lo Strømmen, militante in 1. divisjon. Ha esordito in squadra il 12 agosto, subentrando a Kristoffer Tokstad nella sconfitta per 4-0 maturata sul campo del Sarpsborg 08. Il 21 ottobre ha segnato la prima rete, nella vittoria per 2-1 sul Notodden. È rimasto in squadra per circa un anno e mezzo.
Successivamente a questa esperienza, Brandtzæg si è accordato con l'Asker. Ha disputato la prima gara in squadra il 21 aprile 2014, quando ha sostituito Stian Stray Molde nella sconfitta interna per 0-1 contro il Flekkerøy. Il 10 maggio successivo ha siglato la prima marcatura, con cui ha contribuito al successo per 1-2 sul campo del Birkebeineren. Nel corso del 2015, si è trasferito al Rødde, per cui ha disputato il primo incontro il 22 giugno, schierato titolare nel pareggio per 2-2 contro il Molde 2: nella stessa sfida, ha segnato una rete in favore della sua squadra. Al termine del campionato, il Rødde è retrocesso in 3. divisjon.
A gennaio 2017 è tornato in campo per giocare nel Tillerbyen.

### Calcio a 5

#### Nazionale
Brandtzæg ha giocato per la Nazionale di calcio a 5 della Norvegia. Ha esordito in squadra il 5 dicembre 2012, nella vittoria per 8-3 contro la Danimarca.